# Gildo (futebolista)
Gildo Fernandes de Oliveira (Recife, 12 de janeiro de 1940 — Fortaleza, 9 de março de 2016), foi um futebolista brasileiro.
Gildo atuou no Ceará Sporting Club e no América de São José do Rio Preto. Mais lembrado pela passagem no Ceará, Gildo é considerado o maior ídolo do futebol do Estado do Ceará, tendo sido campeão cearense pelo Ceará em 1961, 1962, 1963 e 1971, campeão do Torneio Norte-Nordeste em 1969, sendo o maior artilheiro da história desse clube cearense, com 246 gols.

## Carreira
Gildo era pernambucano e começou cedo, aos 16 anos, no Santa Cruz. Um ano depois, fez testes no Vasco da Gama, do Rio de Janeiro, mas acabou retornando ao Tricolor do Recife.
Sua trajetória no Ceará começaria em 1960. Gildo, o "Pernambuquinho", como era chamado na sua época, veio por empréstimo, com o passe estipulado, com o preço lá embaixo por conta de supostos problemas de joelho. Gildo, literalmente, arrebentou no Ceará e os dirigentes alvinegros da época não pensaram nem duas vezes para comprar seu passe. Era o início de um período histórico para o Vovô, com a conquista do primeiro tricampeonato estadual. Gildo participou das três campanhas e em duas delas (1961 e 1963) foi artilheiro, com 15 e 16 gols, respectivamente.
Em 1966, a convite do amigo Marco Aurélio, com quem jogara no Ceará, o Pernambuquinho foi para o América, de São José do Rio Preto, interior paulista. Fez boas campanhas e chegou a ser cotado para o Corinthians, mas sua contratação pelo gigante paulista não chegou a se concretizar, devido a uma grave contusão no joelho direito do atleta. “Ganhei no futebol o razoável para sobreviver”, costumava dizer.
Do América paulista, Gildo voltou para o Ceará, ainda na década de 60, quando conquistou a mais taça importante, a do Norte/Nordeste de 1969, numa final contra o Remo, do Pará, novamente decidida em três jogos. No segundo jogo dessa final, o Ceará precisava da vitória, para forçar um terceiro jogo, a partida estava empatada em 2x2, até que no final do segundo tempo Gildo acerta uma bela cabeçada no canto superior direito, Gildo não conseguiu terminar a partida, pois após o gol passou o mal e foi levado para o hospital. Em 1971, seria campeão cearense mais uma vez. Nesse ano é antológico o seu gol, nas finais contra o Fortaleza: o goleiro Cícero Capacete cobrou o tiro de meta e, de cabeça, Gildo escorou para o gol, da intermediária! Não viu o gol, pois caiu com o choque com a bola, mas entrava, de vez, para a história. Nesse último ano, já perto do final da carreira, não renovou contrato com o clube do coração. Ingratidão? Gildo, que acabou indo para o Calouros do Ar Futebol Clube (onde jogou duas temporadas e encerrou sua carreira aos 33 anos), não gosta de falar muito no assunto e sequer revela o nome do dirigente que o relegou. Prefere o reconhecimento da torcida. A mágoa ficou. Tanto é que Gildo, mesmo morando próximo ao Estádio Presidente Vargas, que lhe consagrou, passou 22 anos sem ir a um campo de futebol.
Em 1972, defendendo o Calouros, enfrentou o Alvinegro e foi ovacionado toda vez que tocava na bola. “Aquilo foi uma honra para mim”, recorda.
Em 2001 ele voltou ao Ceará, cumprindo um juramento: o de só voltar ao clube no qual é ídolo maior se fosse para trabalhar. “Estou no lugar de onde nunca deveria ter saído”, concluiu.
Em 2011, no jogo contra o Bahia, a diretoria do Ceará prestou homenagem a Gildo, inclusive, lançado sua camisa retrô, e capa da Revista 1914, do mês de setembro de 2011.

## Morte
Gildo morreu no dia 9 de março de 2016 por uma parada cardiorrespiratória, enquanto internado no Hospital Antônio Prudente, em Fortaleza. O Ceará Sporting Club decretou luto oficial de três dias.

## Títulos
Santa Cruz
- Campeonato Pernambucano: 1959

Ceará
- Campeonato Cearense: 1961, 1962, 1963 e 1971
- Torneio Norte-Nordeste: 1969